# کپلر-۱۸۶اف
کپلر-۱۸۶اف یک سیاره فراخورشیدی است که دور یک کوتوله سرخ، کپلر-۱۸۶ در حال چرخش است و ۱۵۱±۱۸ پارسک یا ۵۸۲ سال نوری از زمین فاصله دارد.
این سیاره اولین بار توسط تلسکوپ فضایی کپلر ناسا شناسایی شده و اولین سیاره نزدیک به اندازه زمین می‌باشد که دارای پتانسیلی است که قادر به پشتیبانی از حیات می‌باشد. شعاع این سیاره سنگی به اندازهٔ ۱٫۱ زمین اندازه‌گیری شده، که نشان می‌دهد کمی بزرگتر از زمین است.